# NGC 3498
NGC 3498 is een groep van 3 sterren in het sterrenbeeld Leeuw. Het hemelobject werd op 8 april 1784 ontdekt door de Duits-Britse astronoom William Herschel.